# さぼリーマン 飴谷甘太朗
『さぼリーマン 飴谷甘太朗』（さぼリーマン あめたにかんたろう）は、 原作：萩原天晴、作画：アビディ井上による日本の漫画作品。『平成甘味録 さぼリーマン』のタイトルで『モーニング』（講談社）にて2014年39号から同年42号まで連載後、移籍して『さぼリーマン 飴谷甘太朗』のタイトルに改題し『月刊モーニングtwo』（同）2015年2号より2016年6号まで連載された。単行本では話数を改題前と改題後で分けず、通算でカウントされている。通算では全20話。
2017年にテレビドラマ化され、それを記念して作画のアビディによるドラマの撮影現場に潜入したレポ漫画が『月刊モーニングtwo』2017年8号に掲載された。

## あらすじ
SEから営業職に転職した飴谷甘太朗は、クールで颯爽とした立ち居振る舞いとポーカーフェイスで、バリバリと仕事を着実且つ的確に収める成績優秀なビジネスマン。周囲からの信頼も厚いが、プライベートに踏み込ませないミステリアスな一面がある。飴谷には周囲に隠している秘密がある。冷静沈着な風貌と裏腹に、実は和菓子洋菓子を問わず甘い物を愛してやまないスイーツ男子なのだ。前職のSEでは勤務中はほぼ社内に詰めていたため、週末しか甘味巡りが出来ない生活であった。平日にも甘味処巡りをしたい欲が勝り、外回りをメインに行う営業職に転職したのである。ただし、単にサボって甘味を貪るように食すのは飴谷の美学に反する。仕事をきちんと卒なく熟した上で「サボり時間」を捻出し、誰の目も気にせずに甘い物と正対して心ゆくまで堪能する…という背徳感が甘美なプラスαとなって、飴谷のスイーツ愛を加速させる。

## 登場人物
飴谷甘太朗
出版社「吉朝社」に勤務する営業マン。28歳。仕事のデキるメガネイケメン。
土橋香奈子
甘太朗の同僚。甘太朗の甘い物好きに気付いており、彼と友達になりたいと思っている。香奈子もまた甘い物好きである。
甘太朗の母
名前は「エリコ」。歯科医で女手一つで甘太朗を育てた。25年前に夫が「究極の甘味」を求めて旅立った事が原因で甘い物を嫌っている。
夫が帰って来た事でアッサリと息子にスイーツを食べる事を許可する。
甘太朗の父
息子の事を「甘太朗くん」と呼ぶ老人。25年前に「究極の甘味」を求めて旅立ち、それから世界中を巡っていた。
ロシアの雪山で遭難して瀕死になった際、どんなスイーツよりも妻を渇望する自分の気持ちに気付いて家族の元へと戻る。
甘太朗とは非常に似通った親子であり、25年間離れていたとは思えないほど、息子の思考や癖を適格に把握している。

## 書籍情報
- 萩原天晴（原作）・アビディ井上（作画）『さぼリーマン 飴谷甘太朗』講談社〈モーニングKC〉、全2巻
  1. 2015年9月23日発売[4]、ISBN 978-4-06-388504-0
  2. 2016年4月22日発売[8]、ISBN 978-4-06-388591-0

## テレビドラマ
Netflixとテレビ東京がタッグを組み、テレビ東京にて新設されたドラマ枠「木ドラ25」（毎週金曜1:00 - 1:30）の第2弾として、2017年7月14日から放送開始。タイトルは「さぼリーマン甘太朗」。

### キャスト

#### 主要人物
- 飴谷甘太朗（あめたに かんたろう）：尾上松也
  - 母が歯科医師であるため、実家に住んでいた頃は甘いもの＝スイーツが禁止されていた。その反発からスイーツに焦がれ、何よりも好きになった。
  - 休日だけでなく、勤務日である平日も嗜みたいという欲求が募り、出版社・吉朝社の営業部に就職（転職）。
  - 外回り営業をそつなくスマートに済ませ、帰社予定時間まで余剰時間を作り出してサボり、甘味処を巡ってスイーツを堪能する。その為に、あらゆるルーティン（準備）も欠かさない。
  - 時に（あらゆる要因で）妨害に遭遇するが、スイーツの名店へ突き進むためにそれらの困難を乗り越える。待ちに待ったスイーツを食し、官能的な味わいに感動すると昇天しそうに白目を剥いて妄想の世界に入る。心の中でひとり語りをする。
  - スイーツ巡りのあとはすぐさま、自身のブログ『甘ブロ（あまブロ）』に“スイーツナイト”として写真を添えたレポートを更新する。しかし、対外的には、仕事を完璧にこなすクールな独身貴族として通っており、自身もそのように振る舞っているため、甘味好きを悟られないようにしている。
  - 決め台詞は「甘味のみぞ知る」（「神のみぞ知る」に準えたもの）。
- 土橋香奈子（どばし かなこ）：石川恋
  - 甘太朗とは同課における同僚。甘太朗をライバル視しているやり手の若手営業ウーマン。ドラマではえりかと同じく内務が多い。
  - 実はスイーツ好きで、「甘ブロ」の閲覧者（ハンドルネームは「スイーツプリンセス」）。
  - 甘太朗がスイーツ党で「甘ブロ」管理人であることを薄々感づいていて、追及するがそのたびにかわされてしまう。
- 三宅徹（みやけ とおる）：皆川猿時
  - 甘太朗の上司。役職は部長。仕事に関しては厳しいが、時に人情味が滲みだす熱血漢。動作が大振り、声も非常に大きい。
  - 甘太朗のことを無趣味で禁欲的なやり手営業マンだと思い込んでいる。
  - 家族は妻と息子・直樹がいる。桜新町に一軒家を有している。
- 山地大輔（やまじ だいすけ）：尾上寛之
  - 甘太朗の先輩。三宅と同じく、甘太朗のことを頭でっかちな営業マンとしか思っていない。
- 佐野えりか（さの えりか）：清水葉月
  - 甘太朗の同僚。甘太朗に好意を抱いている。

#### その他
- 財部豊（たからべ ゆたか）：健太郎 - 第4話、第11話
  - 趣味は（ダイエット目的の）筋力増強。（甘太朗と同じく）外回り営業を効率よくこなし、合間にフィットネスジムに通っている。
  - 課では「営業王子」の異名をとるトップセールスマンのひとり。甘太朗と営業成績を競っている。
  - 甘太朗の弱みを握って失脚させようと画策する。尾行を試み、甘味処巡りの趣味を知ることになるが、甘太朗も財部がサボってジム通いをしている証拠を突き付けたため相殺することに合意、甘太朗はピンチを免れた。だが、財部は甘太朗に一層敵対心を高めることとなった。
  - 第11話では営業トップを取り戻すべく、著名漫画家のサイン単行本を使った営業（及びサイン会）で起死回生を図るが遅刻してしまい、甘太朗にフォローされてしまう。その礼をするため、甘太朗の勧めるチョコレート専門店に一緒に赴き、甘太朗と共にスイーツ妄想を繰り広げた。
- 五ケ瀬宏樹（ごがせ ひろき）：八木将康 - 第5話
  - 甘太朗の後輩で新人。甲子園出場経験もある高校球児であったが、プロ野球選手への道は開けなかった。自身の実力を過大評価しており、また夢も諦めきれないジレンマから半ば腐っていた。しかし両親の勧めもあり吉朝社に就職。だが、未だにドラフトで声がかかるのではないかと淡い期待を燻らせており、仕事に身が入らない。
  - 三宅の指示で五ケ瀬の営業に同行した甘太朗であったが、スイーツを求めるため別行動をとった。数時間後、営業そっちのけでバットの素振りをしている五ケ瀬をみつけた。五ケ瀬の野球への情熱に多少の理解を示したが「このままではいけない（私にも悪影響を及ぼす）」とお灸をすえる一言を言う。
- 松沢夫婦（まつざわふうふ）：中村靖日、シモネ - 第6話
  - 夫・しげおは吉朝社に出入りする漫画家。ここ1年はほとんど執筆しておらず、収入も限りなくゼロに近い。
  - 吉朝社に来社しては社員をモデルにしようと観察している。甘太朗を気に入り外回りにまでついてくる。甘太朗はしげおをまこうとするが失敗。更にしげおの無収入に怒る妻・マリアとの揉め事に巻き込まれる。スイーツ趣味の妨害になると困惑した甘太朗は、夫婦の話し合いの場所を設けるという口実でスイーツ店へ二人を誘う。甘太朗はマリアの話に耳を傾けスイーツをたとえ話に、しげおに建設的な忠告をする。
- 三宅直樹（みやけ なおき）：斎藤汰鷹 - 第8話
  - 三宅の長男。三宅がゴルフで出掛け家を開けるため、その間甘太朗に面倒を頼んだ。
  - やや生意気な少年であり、父の部下である甘太朗を下に見ている節が当初はあった。
  - スイーツは華やかなケーキなどの洋菓子が好みであり、甘太朗がおもたせにしたおはぎを最初は小馬鹿にしていたが、小振りで何種類もある洋菓子テイストの餡にすっかり虜になった。
- 飴谷エリコ（あめたに えりこ）：森口瑤子 - 第9話
  - 甘太朗の母。歯科医師であることから、息子・甘太朗にスイーツ禁止を強いた人物。

### スタッフ
- 脚本：村上大樹、足立紳、山口智之、酒井善史
- 監督：守屋健太郎、石田雄介、髙島夏来
- 音楽：牧戸太郎
- 技術協力：ソニーPCL、レスパスビジョン、シネマサウンドワークス
- 照明協力：APEX
- 美術協力：日映装飾美術
- 音響効果：メディアハウスサウンドデザイン
- 機材：小輝日文
- プロデューサー：渡邊愛美（テレビ東京）、坂井正徳（東北新社）、中澤研太（東北新社）
- チーフプロデューサー：大和健太郎（テレビ東京）
- Netflix共同プロデューサー：成田岳
- テレビ東京コンテンツプロデューサー：小林史憲、滝山直史
- 制作協力：Netflix
- 制作：テレビ東京、東北新社
- 製作著作：「さぼリーマン甘太朗」製作委員会

### 放送日程
| 各話   | 放送日        | サブタイトル | 脚本             | 監督       |
| ------ | ------------- | ------------ | ---------------- | ---------- |
| 第1話  | 2017年7月14日 | あんみつ     | 村上大樹         | 守屋健太郎 |
| 第2話  | 2017年7月21日 | かき氷       | 村上大樹         | 守屋健太郎 |
| 第3話  | 2017年7月28日 | 豆かん       | 村上大樹         | 守屋健太郎 |
| 第4話  | 2017年8月4日  | パフェ       | 村上大樹         | 石田雄介   |
| 第5話  | 2017年8月11日 | ホットケーキ | 村上大樹         | 石田雄介   |
| 第6話  | 2017年8月18日 | 抹茶ババロア | 村上大樹         | 高島夏来   |
| 第7話  | 2017年8月25日 | サバラン     | 足立紳・山口智之 | 高島夏来   |
| 第8話  | 2017年9月1日  | おはぎ       | 酒井善史         | 石田雄介   |
| 第9話  | 2017年9月8日  | エクレア     | 酒井善史         | 石田雄介   |
| 第10話 | 2017年9月15日 | プリン       | 足立紳・山口智之 | 守屋健太郎 |
| 第11話 | 2017年9月22日 | チョコレート | 村上大樹         | 守屋健太郎 |
| 第12話 | 2017年9月29日 | モンブラン   | 村上大樹         | 守屋健太郎 |

### 放送局
| 放送期間                | 放送時間                     | 放送局               | 対象地域   | 備考         |
| ----------------------- | ---------------------------- | -------------------- | ---------- | ------------ |
| 2017年7月14日 - 9月29日 | 金曜 1:00 - 1:30（木曜深夜） | テレビ東京（制作局） | 関東広域圏 | 制作局       |
| 2017年7月18日 - 10月3日 | 火曜 23:00 - 23:30           | BSジャパン           | 日本全国   |              |
| 2017年7月28日 -         | 金曜 1:35 - 2:05（木曜深夜） | テレビ和歌山         | 和歌山県   | 独立局       |
| 2017年7月29日 -         | 土曜 1:40 - 2:10（金曜深夜） | 鹿児島テレビ         | 鹿児島県   | フジテレビ系 |
| 2017年8月7日 -          | 月曜 1:25 - 1:55（日曜深夜） | テレビ熊本           | 熊本県     | フジテレビ系 |
| 2017年8月13日 -         | 日曜 1:30 - 2:00（土曜深夜） | 青森朝日放送         | 青森県     | テレビ朝日系 |

### ソフト化
- さぼリーマン甘太朗 DVD-BOX　2018年3月28日発売、TCED-3703
- さぼリーマン甘太朗 Blu-ray-BOX　2018年3月28日発売、TCBD-0676

| テレビ東京 木ドラ25                  | テレビ東京 木ドラ25                          | テレビ東京 木ドラ25            |
| 前番組                               | 番組名                                       | 次番組                         |
| ------------------------------------ | -------------------------------------------- | ------------------------------ |
| 100万円の女たち （2017.4.14 - 6.30） | さぼリーマン甘太朗 （2017.7.14 - 2017.9.29） | Re:Mind （2017.10.20 - 12.29） |